# Ofir Kriaf
Ofir Kriaf uváděný i jako Ofir Krieff (hebrejsky אופיר קריאף; narozen 17. března 1991, Jeruzalém, Izrael) je izraelský fotbalový záložník a bývalý mládežnický reprezentant, v současnosti hraje v klubu Makabi Haifa FC.

## Klubová kariéra
- Bejtar Jeruzalém FC 2011–2015
- Makabi Haifa FC 2015–

## Reprezentační kariéra
Kriaf se zúčastnil s izraelskou jedenadvacítkou domácího Mistrovství Evropy hráčů do 21 let 2013 v Izraeli, kde jeho tým obsadil nepostupové třetí místo v základní skupině A. Na tomto turnaji vstřelil vítězný gól na konečných 1:0 v utkání základní skupiny proti Anglii.